# Conus sundaicus
Espèce
Conus sundaicus est une espèce fossile de mollusques gastéropodes marins de la famille des Conidae.

## Taxonomie

### Publication originale
L'espèce Conus sundaicus a été décrite pour la première fois en 1936 par le paléontologue néerlandais Anneke Pannekoek dans « Noord-Hollandsche Uitgeversmaatschappij. »,.